# サイバーファーム
株式会社サイバーファームは沖縄県のITベンチャー企業。2009年1月30日に倒産した。
本業の主力はどちらかというと人材派遣業に近い。子会社のアイランドリンク、エアードルフィンを通じて航空運送事業に進出した。
2004年9月28日発表の監査法人トーマツ（当時）の調査による日本国内の技術系企業の成長率ランキングで直近3年間の売上高増加率4位になったことがある。。

## 沿革
- 2000年3月 資本金1億円で設立
- 2001年3月 一般第二種電気通信事業者の届出
- 2001年4月 東京沖縄間の155M専用線開通 通信事業者へコロケーションサービス提供開始
- 2001年6月 コール・センター事業者へ音声回線再販サービス提供開始
- 2002年7月 シンガポールに、現地法人Cyber Firm Singapore Pte,Ltd.を設立（2003年6月に完全子会社化）
- 2002年11月 バックアップストレージサービス提供開始
- 2003年2月 プロ野球オリックス・ブルーウェーブの2軍「サーパス神戸」のスポンサーとなる（2005年11月まで）。
- 2003年11月 大阪証券取引所ヘラクレス市場に上場
- 2004年4月 観光産業界に対しビジネスショリューションの提供を目的とした株式会社サイオンを設立
- 2004年6月 航空運送事業の株式会社エアードルフィンの株式を85%取得し子会社化
- 2004年9月 連結子会社の株式会社サイオンが一般労働者派遣事業及び職業紹介事業を行う有限会社サポートクリエイション（現株式会社サイオンヒューマンリソース）の株式を100%取得し子会社化
- 2005年1月 通信販売支援のためのフルラインサービス提供開始
- 2005年11月 那覇市西に本社移転
- 2006年1月 サイバー・コミュニケーションズとネット通販支援事業を行う会社に共同出資（2006年6月事業中止により解散と報道された[2]）。
- 2006年1月 阪急電鉄子会社の阪急航空を買収すると発表（2006年3月に撤回[3]）。
- 2008年10月 売り上げの前倒し計上を行い有価証券報告書に虚偽の記載を行っていたとして、金融商品取引法違反の疑いで証券取引等監視委員会より、課徴金の納付命令を出すよう金融庁に勧告を出される。これにより大証はサイバーファームを監理銘柄に指定。[4]
- 2009年1月30日 那覇地方裁判所に破産を申し立て、破産手続きを開始。[5]

## 破産手続き前の連結子会社
- CYBER FIRM SINGAPORE PTE,LTD.（シンガポール）（ビジネス・ソリューション・サービス）
- サイオン（沖縄県那覇市）（ビジネス・ソリューション・サービス）
- エアードルフィン（沖縄県那覇市）（ビジネス・ソリューション・サービス他）
- サイオンヒューマンリソース（沖縄県那覇市）（ビジネス・ソリューション・サービス）
- アイランドリンク（沖縄県那覇市）（回転翼・航空機使用事業他）
- 有限責任中間法人CFI・アーバンファンド（東京都港区）（ビジネス・ソリューション・サービス）
- 有限会社OKinawa pilot project（東京都港区）（ビジネス・ソリューション・サービス）
- 有限会社OPPリゾート（東京都港区）（ビジネス・ソリューション・サービス）
- 有限会社イーストレジデンス（東京都港区）（ビジネス・ソリューション・サービス）